# Rafael Ratão
Rafael Rogerio da Silva známý i jako Rafael Ratão (* 30. listopadu 1995, Cascavel) je brazilský fotbalový záložník či útočník, od srpna 2021 hráč francouzského klubu Toulouse FC. Mimo Brazílii působil na klubové úrovni v Japonsku, Jižní Koreji, na Ukrajině a Slovensku. Může nastoupit na jakékoliv pozici v ofenzivě. Jedná se o rychlého fotbalistu, který se dokáže prosadit v osobních soubojích.

## Klubová kariéra
Svoji fotbalovou kariéru začal ve slavném mužstvu São Paulo FC. V žákovských letech zamířil do klubu Associação Atlética Ponte Preta, kde se v průběhu sezony 2013 hrané systémem jaro–podzim propracoval do "áčka". Hráčem tohoto týmu byl do léta 2016, avšak působil převážně na hostováních v jiných týmech, konkrétně v brazilských mužstvech Clube Atlético Penapolense (hostoval zde dvakrát), Boa Esporte Clube, Santos FC (hrál za rezervu), Guaratinguetá Futebol, Náutico Capibaribe a japonském celku Albirex Niigata Clube. V červenci 2016 odešel na přestup do jihokorejského klubu Chungju Hummel FC, avšak již po půl roce se vrátil do vlasti a domluvil se na smlouvě s týmem Clube Atlético Tubarão, odkud v roce 2017 působil na hostování v mužstvu Luverdense Esporte Clube. V Brazílii dále ještě nastupoval za celky Grêmio Novorizontino a Oeste Futebol Clube.

### FK Zorja Luhansk
Před ročníkem 2018/19 odešel do Evropy, kde v červenci 2018 uzavřel kontrakt se Zorjou Luhansk z Ukrajiny. S Luhanskem postoupil kvůli pravidlu venkovních gólů přes portugalský klub SC Braga (remízy 1:1 a 2:2) do čtvrtého předkola - play-off Evropské ligy UEFA 2018/19, kde Zorja vypadla po remíze 0:0 a prohře 2:3 s RB Leipzig z Německa a do skupinové fáze nepostoupila. Ratão dal v předkolech EL dvě branky, trefil se v odvetách s oběma soupeři. Ligový debut v dresu mužstva si odbyl v úvodním kole hraném 22. července 2018 v souboji s klubem FK Mariupol (výhra 2:1), na hřiště přišel v 68. minutě. Svůj první ligový gól za Luhansk zaznamenal ve třetím kole proti Černomorci Oděsa (remíza 1:1), když ve 23. minutě otevřel skóre zápasu. Podruhé v ročníku se střelecky prosadil 2. 9. 2018 v souboji s Arsenalem Kyjev, skóroval ve 43. minutě a podílel se na vysokém vítězství v poměru 5:0 na půdě soupeře. Na podzim 2018 odehrál v lize celkem 11 střetnutí.

### ŠK Slovan Bratislava

#### Sezóna 2018/19
V lednu 2019 zamířil ze Zorje Luhansk na půlroční hostování s opcí na přestup na Slovensko do Slovanu Bratislava. Svůj první ligový zápas v dresu "belasých" odehrál 16. března 2019 v první kole nadstavbové části proti týmu ŠKF iClinic Sereď (výhra 4:1), na hrací plochu přišel v 76. minutě. Se Slovanem získal 14. dubna 2019 po výhře 3:0 nad mužstvem MŠK Žilina šest kol před koncem sezony mistrovský titul. V průběhu jara bylo Ratãovo hostování ve Slovanu prodlouženo. Svoji jedinou ligovou branku v sezoně za "belasé" dal v posledním 32. kole v odvetném souboji se Seredí, když v 68. minutě zvyšoval na konečných 3:1. Na jaře 2019 nastoupil k pěti ligovým zápasům.

#### Sezóna 2019/20
Se Slovanem se představil v prvním předkole Ligy mistrů UEFA 2019/20 proti černohorskému celku FK Sutjeska Nikšić a po vypadnutím s tímto soupeřem byl jeho tým přesunut do předkol Evropské ligy UEFA 2019/20, kde s "belasými" postoupil přes kosovské mužstvo KF Feronikeli (výhry doma 2:1 a venku 2:0), klub Dundalk FC z Irska (výhry doma 1:0 a venku 3:1) a řecký tým PAOK Soluň (výhra doma 1:0 a prohra venku 2:3) do skupinové fáze. Se Slovanem byl zařazen do základní skupiny K, kde v konfrontaci s kluby Beşiktaş JK (Turecko), SC Braga (Portugalsko) a Wolverhampton Wanderers FC (Anglie) skončil s "belasými" na třetím místě tabulky a do jarního play-off s nimi nepostoupil.
Poprvé v ročníku v lize skóroval 3. 8. 2019 proti klubu FK Senica (výhra 3:0), ve 33. minutě zvyšoval na 2:0. Následně se střelecky prosadil v souboji se Seredí, když v 90.+2. minutě zvyšoval na půdě soupeře na konečných 4:0. Svůj třetí ligový gól v sezoně vsítil v šestém kole proti Žilině (remíza 1:1), když ve 37. minutě otevřel skóre utkání. Počtvrté v ročníku se trefil až po zranění, když v souboji s týmem FK Pohronie (výhra 2:1) otevřel ve 40. minutě střelecký účet utkání. Následně rozvlnil síť soupeřovy svatyně ve 14. kole hraném 2. listopadu 2019 v odvetě se Senicou, když v 68. minutě zvyšoval na konečných 2:0. V lednu 2020 uzavřel s "belasými" novou smlouvu a stal se jejich kmenovým hráčem. Svoji šestou branku v sezoně zaznamenal ve 20. kole hraném 22. února 2020 proti mužstvu AS Trenčín, v 74. minutě zvyšoval na konečných 2:0. Posedmé v ročníku skóroval v 88. minutě 22. kola s mužstvem MFK Ružomberok, kdy zaznamenal jedinou branku duelu. Následně se střelecky dvakrát prosadil v souboji se Zemplínem Michalovce. Trefil se ve 49. a v 61. minutě a výraznou měrou se podílel na domácím vítězství 4:0. Se Slovanem obhájil titul z předešlé sezony 2018/19. S "belasými" ve stejném ročníku triumfoval i ve slovenském poháru a získal tak s klubem „double“. Během sezony odehrál v lize 20 duelů, ve většině z nich nastoupil od první minuty.

#### Sezóna 2020/21
Za Slovan odehrál zápas druhého předkola Evropské ligy UEFA 2020/21 proti finskému týmu Kuopion Palloseura, se kterým po prohře 1:2 po penaltovém rozstřelu společně se svými spoluhráči ze soutěže vypadl. Svůj první ligový gól v sezoně zaznamenal 11. 8. 2020 proti Zemplínu Michalovce, když v 90. minutě zvyšoval po centru Lucase Lovata na konečných 5:0. Podruhé v ročníku skóroval v osmém kole v souboji s mužstvem MFK Ružomberok, když v 80. minutě přetavil přihrávku Vladimíra Weisse v branku na konečných 5:0. Svoji třetí a čtvrtou branku v ročníku vsítil proti Pohronie a pomohl svému týmu k vítězství 2:1 na půdě soupeře. Následně se trefil v 11. a ve 34. minutě v desátém kole v souboji se Seredi. "Belasí" porazili svého soupeře na domácím trávníku v poměru 3:0. Posedmé v sezoně dal gól v 57. minutě z penalty v odvetě s Michalovcemi (výhra 2:0) hrané 7. listopadu 2020. Svoji osmou branku v ročníku zaznamenal 29. 11. 2020 proti klubu FK Senica (výhra 3:0), když v 66. minutě zvyšoval na rozdíl dvou gólů. Podeváté v sezóně vsítil gól v 18. kole hraném 13. prosince 2020 v odvetném souboji s týmem MŠK Žilina, když ve čtvrté minutě nastavení dal vítěznou branku na konečných výhra 3:2. Svoji jubilejní desátou branku v ročníku vstřelil z penalty v odvetě s Trenčínem a podílel se na vysoké výhře Slovanu 6:2 na hřišti soupeře. Další dva góly dal v následujících dvou kolech proti Žilině (remíza 2:2) a ViOnu Zlaté Moravce – Vráble (výhra 4:1). Potřinácté a počtrnácté v sezóně skóroval v derby se Spartakem Trnava (prohra 1:2) ve čtvrtém vzájemné měření sil se Žilinou (výhra 3:2). Na jaře 2021 vybojoval se Slovanem již třetí ligový primát v řadě. Zároveň s mužstvem získal podruhé za sebou po výhře 2:1 po prodloužení nad celkem MŠK Žilina domácí pohár a klubu pomohl poprvé v jeho historii k obhájení doublu. Za rok nastoupil k 29 ligovým střetnutím.

#### Sezóna 2021/22
Se Slovanem postoupil přes Shamrock Rovers z Irska (výhra 2:0 doma a prohra 1:2 venku) do druhého předkola Ligy mistrů UEFA 2021/22 a v něm vypadli se spoluhráči se švýcarským týmem BSC Young Boys z Bernu po domácí remíze 0:0 a venkovní prohře 2:3. Následně byl se slovenským mužstvem přesunut do předkol Evropské ligy UEFA 2021/22, kde s ním nejprve vyřadil ve třetím předkole Lincoln Red Imps FC z Gibraltaru (výhra 3:1 venku a remíza 1:1 doma). Ve čtvrtém předkole - play-off jeho spoluhráči nepřešli přes řecký klub Olympiakos Pireus (prohra 0:3 venku a remíza 2:2 doma). Ratão však nehrál, jelikož tehdejší trenér Slovanu Vladimír Weiss st. na tiskové konferenci po ligovém zápase se Zemplínem Michalovce (výhra 3:1) před dvojzápasem s Olympiakosem prohlásil, že si pod ním z interních důvodů nezahraje. Nutno podotknout, že se nejednalo o první hráčův problém pod tímto koučem, před posledním utkáním předešlé sezony stejně jako jeho tehdejší spoluhráči Kenan Bajrić a Nono odcestoval bez souhlasu vedení i trenéra za Slovenska a ke střetnutí tak nastoupit nemohl. Poprvé v sezoně skóroval v úvodním kole proti tehdejšímu nováčkovi Tatranu Liptovský Mikuláš, když v nastavení druhého poločasu zvyšoval na konečných 4:1. V ročníku 2021/22 i tak částečně pomohl svému v té době už bývalému zaměstnavateli již ke čtvrtému titulu v řadě, což Slovan dokázal jako první v historii slovenského fotbalu.

### Toulouse FC
Již v létě 2021 měl nabídky z jiných evropských států i arabského světa. V srpnu 2021 přestoupil za nespecifikovanou částku ze Slovanu do francouzského týmu Toulouse FC hrajícího tehdy Ligue 2.